# Parafia św. Andrzeja Boboli w Poznaniu
Parafia pw. Świętego Andrzeja Boboli w Poznaniu – parafia rzymskokatolicka znajdująca się w archidiecezji poznańskiej w dekanacie Poznań-Łazarz. Erygowana w 1938. 

## Zasięg parafii
Do parafii należy 6485 wiernych z Poznania mieszkających w dzielnicy Junikowo przy ulicach: Bełchatowskiej, Ceramicznej, Dobrodzieńskiej, Gęsiej, Giżyckiej, Grabowskiej, Grunwaldzkiej (numery 216-408 parzyste), Gubińskiej, Jawornickiej (numery 6-52 parzyste), Junikowskiej, Jutrosińskiej, Kaczej, Kamienickiej, Kopanina (numery 69-111), Krapkowickiej, Krobskiej, Krośnieńskiej, Krzepickiej, Krzeszowickiej, Legnickiej, Międzyborskiej, Mikstackiej, Miśnieńskiej, Namysłowskiej, Nowosolskiej, Odległej, Odolanowskiej, Oławskiej, Oleśnickiej, Opawskiej, Ostrzeszowskiej, Paczkowskiej, Pogorzelskiej, Prośnickiej, Przepiórczej, Raszkowskiej, Rudnicze, Rybnickiej, Sieradzkiej, Soboteckiej, Strzelińskiej, Świdnickiej, Świebodzińskiej, Szadeckiej, Trzebińskiej, Twardogórskiej, Wieruszowskiej, Wołczyńskiej (numery 18-51), Wołowskiej, Woźnickiej, Wschowskiej, Wykopy (numery 1-11A), Żabiej, Ząbkowickiej, Żagańskiej, Ziębickiej, Żmigrodzkiej i Żywocickiej.

## Proboszczowie
- ks. Leonard Gierczyński (zm. 1980) - ustanowiony 1 stycznia 1938, przygotował parafię do działania, po wypuszczeniu z Dachau nie wrócił już do Poznania - został proboszczem parafii w Bukowcu koło Nowego Tomyśla i zmarł tamże
- ks. mgr Feliks Michalski (1911–1977) - proboszcz 1948-1974, przeszedł na emeryturę, odbudował parafię po II wojnie światowej, jego imieniem został nazwany pobliski park
- ks. prałat dr Stefan Schudy (1936–2014) - parafię objął w 1974, rozpoczął budowę obecnego kościoła, w 1975 został proboszczem parafii św. Rocha w Poznaniu
- ks. kanonik Włodzimierz Koperski (ur. 1936) - od 1974 wikariusz, w latach 1975–2012 proboszcz, prowadził budowę obecnej świątyni, 30 czerwca 2012 r. przeszedł w stan spoczynku, zamieszkał w domu na terenie przykościelnym
- ks. mgr Grzegorz Piotrowski - od 30 czerwca 2012 r., poprzednio proboszcz parafii św. Bartłomieja w Objezierzu[2]

## Księża pochodzący z parafii (od 1975 r.)
- Andrzej Molewski (1982 r.)
- Paweł Molewski (1986)
- Janusz Molewski (1990)
- Marek Kowaliński (1992)
- Jerzy Molewski (1997)
- Sebastian Kujawa (1999)
- Waldemar Golec (2003)
- Wojciech Silski (2005)
- Paweł Szymanowski (2008)
- Jarosław Żurawski (2012)
- Piotr Szymański (2013)
- Jacek Roszkowski (2016)

## Wydzielone parafie
W swojej historii parafia junikowska czterokrotnie zmniejszała swoją powierzchnię, poprzez wydzielanie nowych parafii z jej terenu:
- Parafia św. Jadwigi Śląskiej na Osiedlu Kwiatowym - 1981,
- Parafia Świętej Rodziny na Osiedlu Kopernika - 1984,
- Parafia Najświętszej Maryi Panny z La Salette przy ul. Ścinawskiej - 2001.
- Parafia bł. Jerzego Popiełuszki w Plewiskach na os. Zielarskim - 2014.